# Faramans (Ain)
Faramans egy település Franciaországban, Ain megyében. Lakosainak száma 905 fő (2022. január 1.). Faramans Bourg-Saint-Christophe, Bressolles, Joyeux, Le Montellier, Pérouges, Pizay és Saint-Éloi községekkel határos.

## Népesség
A település népességének változása:
| Lakosok száma | 283  | 388  | 482  | 635  | 772  | 797  | 806  | 815  | 843  | 905  |
|               | 1968 | 1982 | 1990 | 2006 | 2013 | 2015 | 2017 | 2019 | 2020 | 2022 |